# Ingeborg Spoerhase-Eisel
Ingeborg Spoerhase-Eisel (* 24. März 1947 in Mölln) ist eine deutsche Politikerin (CDU).

## Leben
Nach ihrem Abitur im Jahr 1966 am Konrad-Heresbach-Gymnasium in Mettmann studierte Spoerhase-Eisel Rechtswissenschaften in Saarbrücken. Die beiden juristischen Staatsexamen legte sie 1971 und 1974 ab.
Im Anschluss arbeitete sie im saarländischen Ministerium für Familie, Gesundheit und Sozialordnung – zunächst als Regierungsassessorin, ab 1976 als Regierungsrätin und ab 1979 als Regierungsoberrätin. Im Jahr 1987 übernahm sie ein Amt als Richterin am Arbeitsgericht. Sie war Frauenbeauftragte der saarländischen Arbeitsgerichtsbarkeit.
Im Kabinett Müller I (1999–2004) wurde Spoerhase-Eisel saarländische Ministerin der Justiz. Im Januar 2005 wählte sie der Landtag des Saarlandes zur Vorsitzenden der Härtefallkommission; dieses Amt hatte sie bis September 2006 inne. Von Mai bis Dezember 2006 leitete sie die Stabsstelle für Pandemie im saarländischen Gesundheitsministerium. Bis 2009 war sie die Leiterin des saarländischen Krebsregisters, seither ist sie die Leiterin der Stabsstelle „Sozialberichterstattung“.

## Partei
Ingeborg Spoerhase-Eisel ist Mitglied der CDU. Sie war Mitglied im Bundesvorstand der Frauen-Union sowie Mitglied im Landesvorstand der CDU Saar.

## Privates
Spoerhase-Eisel lebt in dem Bexbacher Stadtteil Kleinottweiler. Sie ist verheiratet und hat eine Tochter.